# Mike Staab
Michael „Mike“ Staab (* 5. April 1960 in Aschaffenburg; † 11. Mai 2009 in Obernburg am Main) war ein deutscher Produzent und DJ der Frankfurter Musikszene.

## Leben
Staab war Produzent und Musiker des 1988 gegründeten Projekts Mysterious Art, dessen Debüt-Single „Das Omen (Teil 1)“ neun Wochen auf Platz eins der deutschen Charts war. 1994 widmete er sich als Produzent dem Projekt Magic Affair, mit dem er an den Erfolg von Mysterious Art anknüpfen konnte. Ferner produzierte er die Projekte Time To Time, CUBED, die US-amerikanische R&B-Sängerin Linda Freeland und andere. Auch war er an anderen Musikprojekten wie S-50 beteiligt. Kurz vor seinem Tod arbeitete er noch an einem Comeback-Album von Magic Affair, das aber nie erschien. Staab starb im Alter von 49 Jahren.

## Auszeichnungen
Staab erhielt 1995 für die von ihm produzierte Single Omen III den Musikpreis Echo als erfolgreichster Dance Act.